# Pota de gall

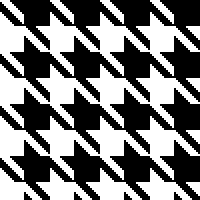
Motiu de pota de gall

La pota de gall és un motiu bicolor de certs teixits, a base de petites figures abstractes de quatre puntes, similars a requadres partits i evocadors de les petjades de gall, d'on prové el nom. En principi, aquest motiu no és imprès: s'obté pel contrast entre els dos colors del fil. Tradicionalment la pota de gall es presenta en negre sobre blanc, si bé en l'actualitat poden usar-se altres colors.
La pota de gall s'originà en la llana teixida de les Terres Baixes (Lowlands) d'Escòcia, bé que avui dia s'hi empren també altres materials. La pota de gall tradicional s'obté tot alternant bandes de quatre fils clars amb quatre de foscos amb un trenat senzill de 2:2, és a dir, dos fils per damunt l'ordit i dos per sota.
Un motiu similar a la pota de gall és l'anomenat príncep de Gal·les, en què s'alternen blocs de color diferent.